# Dr. Doomsday
Dr. Doomsday (alias Victor Von Doom) is een superschurk uit de strips van Amalgam Comics, en een vijand van de Challengers of the Fantastic, Magnetic Men, Judgment League Avengers en de X-Patrol. Hij maakte zijn debuut in X-Patrol #1, maar zijn oorsprong werd verteld in Challengers of the Fantastic #5
Dr. Doomsday is een combinatie van Marvel Comics' Dr. Doom en DC Comics' Doomsday. Hij ziet eruit als een Doomsday met metalen handschoenen en Dr. Dooms bekende groene cape/mantel.

## Biografie
Victor von Doom was de hoofdwetenschapper van Project Cadmus. Hij deed onderzoek naar kosmische straling vanuit een basis op aarde, geholpen door de toekomstige Challengers of the Fantastic (die in een spaceshuttle zaten). Daar hij bang was dat de Challengers alle eer zouden stelen, deactiveerde hij de schilden van de shuttle en vluchtte voordat de shuttle neerstortte op Aarde.
Doom vond later het lijk van het buitenaardse wezen Doomsday, die was gedood door Speed Demon. Terwijl Doom het lichaam onderzocht, ontplofte een van de botten van het monster in zijn gezicht. Het DNA van het monster veranderde Victor van een knappe man in een monsterlijk wezen.
Victor nam naderhand de naam Dr. Doomsday aan, en werd een superschurk. Hij is een van de meest voorkomende superschurken in de verhalen van Amalgam Comics.

## Krachten en vaardigheden
Dr. Doomsday kan niet permanent worden gedood. Hij komt altijd weer tot leven na te zijn gestorven, en is bij zijn wederopstanding immuun geworden voor datgene wat hem gedood heeft. Derhalve wordt hij elke keer sterker.
Dr. Doomsday kan ook weerstand creëren tegen verwondingen. Zijn lichaam is vrijwel onverwoestbaar, en bedekt met scherpe uitsteeksels die als wapens en bescherming dienen.
Dr. Doomsday beschikt over enorme fysieke kracht. Hij is onkwetsbaar voor hitte, kou en verwondingen, en kan in elke omgeving overleven; zelfs in de ruimte. Hij heeft tevens een vrijwel onuitputtelijk uithoudingsvermogen. Als hij gewond raakt, geneest hij razendsnel. Hij hoeft niet te eten, drinken, slapen of ademen.
Dr. Doomsdays gevaarlijkste wapen is zijn intelligentie. Hij heeft ervaring op vrijwel elk gebied van de wetenschap. Hij heeft honderden apparaten gemaakt, waaronder een tijdmachine en robots. Zijn meest gebruikte robots zijn “Doombots”, mechanische replica’s van hoe hij er vroeger uitzag.
Dr. Doomsday beschikt ook over magische krachten. Hij kan energiestralen afvuren, krachtvelden oproepen en poorten openen naar andere dimensies.

## Latkovia
Dr. Doomsday is de heerser van Latkovia, een eilandnatie in Europa. Latcovia is tevens de thuisbasis van andere schurken, maar het is niet bekend of zij een band hebben met Dr. Doomsday.
Latkovia is een fusie van Marvel Comics' Latveria en DC Comics’ Markovia.